# アカデミー賞主要5部門候補作品の一覧
本項目は、アカデミー賞（オスカー）の主要5部門（Big Five）全てで候補に挙がった作品の一覧である。「主要5部門」とは、作品賞、監督賞、主演男優賞、主演女優賞、脚本賞（脚色賞またはオリジナル脚本賞）を指す。2023年時点で主要5部門全てを受賞した作品は3作である。
一覧のうち、背景が黄色で太文字のものが作品賞を受賞したものである。

## 一覧
| 回 | 年   | 候補数 | 5部門 受賞数 | 作品                               | 監督                       | 主演男優                                    | 主演女優                         | 脚本 （脚色/オリジナル）                                                                        |
| -- | ---- | ------ | ------------ | ---------------------------------- | -------------------------- | ------------------------------------------- | -------------------------------- | ----------------------------------------------------------------------------------------------- |
| 7  | 1934 | 5      | 5            | 或る夜の出来事                     | フランク・キャプラ         | クラーク・ゲーブル                          | クローデット・コルベール         | ロバート・リスキン（色）                                                                        |
| 48 | 1975 | 9      | 5            | カッコーの巣の上で                 | ミロス・フォアマン         | ジャック・ニコルソン                        | ルイーズ・フレッチャー           | ローレンス・ホーベン ボー・ゴールドマン（色）                                                   |
| 64 | 1991 | 7      | 5            | 羊たちの沈黙                       | ジョナサン・デミ           | アンソニー・ホプキンス                      | ジョディ・フォスター             | テッド・タリー（色）                                                                            |
| 12 | 1939 | 13     | 4            | 風と共に去りぬ                     | ヴィクター・フレミング     | クラーク・ゲーブル                          | ヴィヴィアン・リー               | シドニー・ハワード（色）                                                                        |
| 15 | 1942 | 12     | 4            | ミニヴァー夫人                     | ウィリアム・ワイラー       | ウォルター・ピジョン                        | グリア・ガースン                 | ジョージ・フローシェル ジェームズ・ヒルトン クローディン・ウエスト アーサー・ウィンペリス（色） |
| 50 | 1977 | 5      | 4            | アニー・ホール                     | ウディ・アレン             | ウディ・アレン                              | ダイアン・キートン               | ウディ・アレン マーシャル・ブリックマン（オ）                                                   |
| 72 | 1999 | 8      | 4            | アメリカン・ビューティー           | サム・メンデス             | ケヴィン・スペイシー                        | アネット・ベニング               | アラン・ボール（オ）                                                                            |
| 26 | 1953 | 13     | 3            | 地上より永遠に                     | フレッド・ジンネマン       | モンゴメリー・クリフト バート・ランカスター | デボラ・カー                     | ダニエル・タラダッシュ（色）                                                                    |
| 33 | 1960 | 10     | 3            | アパートの鍵貸します               | ビリー・ワイルダー         | ジャック・レモン                            | シャーリー・マクレーン           | ビリー・ワイルダー I・A・L・ダイアモンド（オ）                                                  |
| 49 | 1976 | 10     | 3            | ネットワーク                       | シドニー・ルメット         | ピーター・フィンチ                          | フェイ・ダナウェイ               | パディ・チャイエフスキー（オ）                                                                  |
| 51 | 1978 | 8      | 3            | 帰郷                               | ハル・アシュビー           | ジョン・ヴォイト                            | ジェーン・フォンダ               | ロバート・C・ジョーンズ ウォルド・ソルト ナンシー・ダウド（オ）                                 |
| 54 | 1981 | 10     | 3            | 黄昏                               | マーク・ライデル           | ヘンリー・フォンダ                          | キャサリン・ヘプバーン           | アーネスト・トンプソン（色）                                                                    |
| 77 | 2004 | 7      | 3            | ミリオンダラー・ベイビー           | クリント・イーストウッド   | クリント・イーストウッド                    | ヒラリー・スワンク               | ポール・ハギス（色）                                                                            |
| 4  | 1931 | 7      | 2            | シマロン                           | ウェズリー・ラッグルズ     | リチャード・ディックス                      | アイリーン・ダン                 | ハワード・エスタブルック（色）                                                                  |
| 13 | 1940 | 6      | 2            | フィラデルフィア物語               | ジョージ・キューカー       | ジェームズ・ステュアート                    | キャサリン・ヘプバーン           | ドナルド・オグデン・スチュワート（色）                                                          |
| 20 | 1947 | 8      | 2            | 紳士協定                           | エリア・カザン             | グレゴリー・ペック                          | ドロシー・マクガイア             | モス・ハート（色）                                                                              |
| 24 | 1951 | 9      | 2            | 陽のあたる場所                     | ジョージ・スティーヴンス   | モンゴメリー・クリフト                      | シェリー・ウィンタース           | ハリー・ブラウン マイケル・ウィルソン（色）                                                     |
| 27 | 1954 | 7      | 2            | 喝采                               | ジョージ・シートン         | ビング・クロスビー                          | グレース・ケリー                 | ジョージ・シートン（色）                                                                        |
| 32 | 1959 | 5      | 2            | 年上の女                           | ジャック・クレイトン       | ローレンス・ハーヴェイ                      | シモーヌ・シニョレ               | ニール・パタースン（色）                                                                        |
| 40 | 1967 | 10     | 2            | 招かれざる客                       | スタンリー・クレイマー     | スペンサー・トレイシー                      | キャサリン・ヘプバーン           | ウィリアム・ローズ（オ）                                                                        |
| 41 | 1968 | 7      | 2            | 冬のライオン                       | アンソニー・ハーヴェイ     | ピーター・オトゥール                        | キャサリン・ヘプバーン           | ジェームズ・ゴールドマン（色）                                                                  |
| 49 | 1976 | 10     | 2            | ロッキー                           | ジョン・G・アヴィルドセン  | シルヴェスター・スタローン                  | タリア・シャイア                 | シルヴェスター・スタローン（オ）                                                                |
| 69 | 1996 | 12     | 2            | イングリッシュ・ペイシェント       | アンソニー・ミンゲラ       | レイフ・ファインズ                          | クリスティン・スコット・トーマス | アンソニー・ミンゲラ（色）                                                                      |
| 89 | 2016 | 14     | 2            | ラ・ラ・ランド                     | デイミアン・チャゼル       | ライアン・ゴズリング                        | エマ・ストーン                   | デイミアン・チャゼル（オ）                                                                      |
| 10 | 1937 | 7      | 1            | スタア誕生                         | ウィリアム・A・ウェルマン  | フレドリック・マーチ                        | ジャネット・ゲイナー             | ウィリアム・A・ウェルマン ロバート・カーソン ドロシー・パーカー アラン・キャンベル（オ）        |
| 12 | 1939 | 7      | 1            | チップス先生さようなら             | サム・ウッド               | ロバート・ドーナット                        | グリア・ガースン                 | ロバート・C・シェリフ クローディン・ウェスト エリック・マシュウィッツ（色）                     |
| 13 | 1940 | 11     | 1            | レベッカ                           | アルフレッド・ヒッチコック | ローレンス・オリヴィエ                      | ジョーン・フォンテイン           | ロバート・E・シャーウッド ジョーン・ハリソン（色）                                              |
| 21 | 1948 | 12     | 1            | ジョニー・ベリンダ                 | ジーン・ネグレスコ         | リュー・エアーズ                            | ジェーン・ワイマン               | イルムガード・フォン・クーベ アレン・ヴィンセント（色）                                         |
| 23 | 1950 | 11     | 1            | サンセット大通り                   | ビリー・ワイルダー         | ウィリアム・ホールデン                      | グロリア・スワンソン             | チャールズ・ブラケット ビリー・ワイルダー D・M・マーシュマン・Jr（オ）                          |
| 24 | 1951 | 12     | 1            | 欲望という名の電車                 | エリア・カザン             | マーロン・ブランド                          | ヴィヴィアン・リー               | テネシー・ウィリアムズ（色）                                                                    |
| 39 | 1966 | 13     | 1            | バージニア・ウルフなんかこわくない | マイク・ニコルズ           | リチャード・バートン                        | エリザベス・テイラー             | アーネスト・レーマン（色）                                                                      |
| 40 | 1967 | 7      | 1            | 卒業                               | マイク・ニコルズ           | ダスティン・ホフマン                        | アン・バンクロフト               | カルダー・ウィリンガム バック・ヘンリー（色）                                                   |
| 47 | 1974 | 11     | 1            | チャイナタウン                     | ロマン・ポランスキー       | ジャック・ニコルソン                        | フェイ・ダナウェイ               | ロバート・タウン（オ）                                                                          |
| 54 | 1981 | 12     | 1            | レッズ                             | ウォーレン・ベイティ       | ウォーレン・ベイティ                        | ダイアン・キートン               | ウォーレン・ベイティ トレヴァー・グリフィス（オ）                                               |
| 85 | 2012 | 8      | 1            | 世界にひとつのプレイブック         | デヴィッド・O・ラッセル    | ブラッドリー・クーパー                      | ジェニファー・ローレンス         | デヴィッド・O・ラッセル（色）                                                                   |
| 31 | 1958 | 7      | 0            | 熱いトタン屋根の猫                 | リチャード・ブルックス     | ポール・ニューマン                          | エリザベス・テイラー             | リチャード・ブルックス ジェームズ・ポー（色）                                                   |
| 34 | 1961 | 9      | 0            | ハスラー                           | ロバート・ロッセン         | ポール・ニューマン                          | パイパー・ローリー               | シドニー・キャロル ロバート・ロッセン（色）                                                     |
| 40 | 1967 | 10     | 0            | 俺たちに明日はない                 | アーサー・ペン             | ウォーレン・ベイティ                        | フェイ・ダナウェイ               | デイヴィッド・ニューマン ロバート・ベントン（オ）                                               |
| 43 | 1970 | 7      | 0            | ある愛の詩                         | アーサー・ヒラー           | ライアン・オニール                          | アリ・マッグロー                 | エリック・シーガル（色）                                                                        |
| 47 | 1974 | 6      | 0            | レニー・ブルース                   | ボブ・フォッシー           | ダスティン・ホフマン                        | ヴァレリー・ペリン               | ジュリアン・バリー（色）                                                                        |
| 54 | 1981 | 5      | 0            | アトランティック・シティ           | ルイ・マル                 | バート・ランカスター                        | スーザン・サランドン             | ジョン・グアーレ（オ）                                                                          |
| 66 | 1993 | 8      | 0            | 日の名残り                         | ジェームズ・アイヴォリー   | アンソニー・ホプキンス                      | エマ・トンプソン                 | ルース・プラワー・ジャブヴァーラ（色）                                                          |
| 86 | 2013 | 10     | 0            | アメリカン・ハッスル               | デヴィッド・O・ラッセル    | クリスチャン・ベール                        | エイミー・アダムス               | エリック・ウォーレン・シンガー デヴィッド・O・ラッセル（オ）                                    |